# Iodure de sodium
L'iodure de sodium est un composé inorganique de formule NaI. Il est utilisé dans le domaine médical pour le traitement des déficiences en iode. En chimie, il intervient dans la réaction de Finkelstein. Il peut être utilisé pour accélérer la décomposition du peroxyde d'hydrogène. En physique des particules, il est utilisé une fois dopé avec du thallium comme détecteur de rayons gamma, ceux-ci interagissant avec la forme cristalline du composé pour produire de la lumière visible (scintillation).

## Solubilité aqueuse

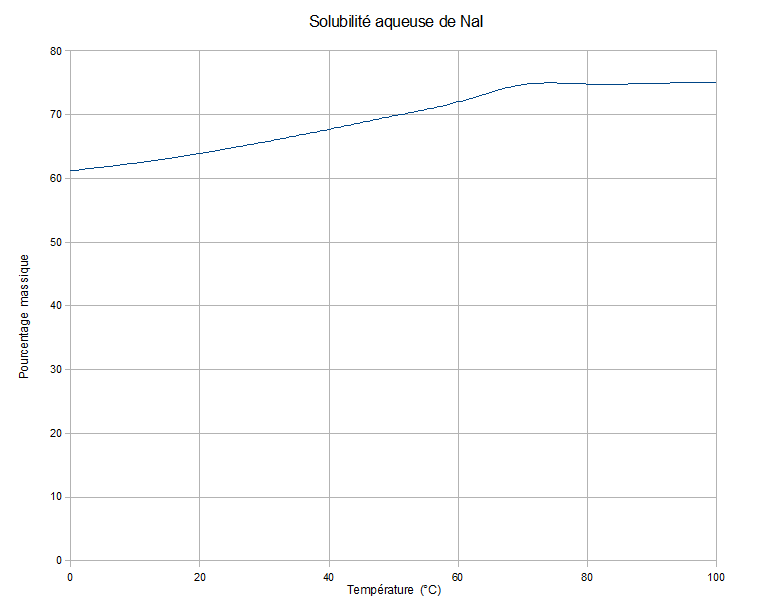
Solubilité aqueuse